# China Open 2014 - Qualificazioni singolare femminile

## Teste di serie
1. Belinda Bencic (Qualificata)
2. Varvara Lepchenko (ultimo turno)
3. Monica Niculescu (Qualificata)
4. Cvetana Pironkova (Qualificata)
5. Mona Barthel (Qualificata)
6. Annika Beck (primo turno)
7. Mónica Puig (ultimo turno)
8. Stefanie Vögele (ultimo turno)

1. Ajla Tomljanović (ultimo turno)
2. Sílvia Soler Espinosa (Qualificata)
3. Polona Hercog (Qualificata)
4. Alison Van Uytvanck (ultimo turno)
5. María Teresa Torró Flor (primo turno)
6. Shelby Rogers (ultimo turno)
7. Jarmila Gajdošová (primo turno)
8. Chanelle Scheepers (primo turno)

## Qualificate
1. Belinda Bencic
2. Sílvia Soler Espinosa
3. Monica Niculescu
4. Cvetana Pironkova

1. Mona Barthel
2. Xu Yifan
3. Polona Hercog
4. Bethanie Mattek-Sands

## Tabellone

### Legenda
| - Q = Qualificato - WC = Wild card - LL = Lucky loser | - ALT = Alternate - SE = Special Exempt - PR = Protected Ranking | - w/o = Walkover - r = Ritirato - d = Squalificato |

### Sezione 1
|  | Primo turno | Primo turno    | Primo turno    | Primo turno | Primo turno |  |  | Ultimo turno | Ultimo turno   | Ultimo turno | Ultimo turno | Ultimo turno |  |
|  |             |                |                |             |             |  |  |              |                |              |              |              |  |
|  | 1           | Belinda Bencic | Belinda Bencic | 6           | 6           |  |  |              |                |              |              |              |  |
|  | WC          | Tian Ran       | Tian Ran       | 0           | 4           |  |  | 1            | Belinda Bencic | 5            | 7            | 6            |  |
|  | WC          | Yang Zhaoxuan  | Yang Zhaoxuan  | 0           | 3           |  |  | 14           | Shelby Rogers  | 7            | 62           | 1            |  |
|  |             | Shelby Rogers  | Shelby Rogers  | 6           | 6           |  |  |              |                |              |              |              |  |

### Sezione 2
|  | Primo turno | Primo turno           | Primo turno           | Primo turno | Primo turno |  |  | Ultimo turno | Ultimo turno          | Ultimo turno | Ultimo turno | Ultimo turno |  |
|  |             |                       |                       |             |             |  |  |              |                       |              |              |              |  |
|  | 2           | Varvara Lepchenko     | 6                     | 5           | 6           |  |  |              |                       |              |              |              |  |
|  |             | Donna Vekić           | 3                     | 7           | 2           |  |  | 2            | Varvara Lepchenko     | 6            | 5            | 2            |  |
|  |             | Kristina Mladenovic   | Kristina Mladenovic   | 1           | 5           |  |  | 10           | Sílvia Soler Espinosa | 1            | 7            | 6            |  |
|  | 10          | Sílvia Soler Espinosa | Sílvia Soler Espinosa | 6           | 7           |  |  |              |                       |              |              |              |  |

### Sezione 3
|  | Primo turno | Primo turno         | Primo turno         | Primo turno | Primo turno |  |  | Ultimo turno | Ultimo turno        | Ultimo turno        | Ultimo turno | Ultimo turno |  |
|  |             |                     |                     |             |             |  |  |              |                     |                     |              |              |  |
|  | 3           | Monica Niculescu    | Monica Niculescu    | 6           | 6           |  |  |              |                     |                     |              |              |  |
|  |             | Magda Linette       | Magda Linette       | 1           | 0           |  |  | 3            | Monica Niculescu    | Monica Niculescu    | 6            | 6            |  |
|  | WC          | Han Xinyun          | Han Xinyun          | 2           | 4           |  |  | 12           | Alison Van Uytvanck | Alison Van Uytvanck | 3            | 2            |  |
|  | 12          | Alison Van Uytvanck | Alison Van Uytvanck | 6           | 7           |  |  |              |                     |                     |              |              |  |

### Sezione 4
|  | Primo turno | Primo turno       | Primo turno      | Primo turno | Primo turno |  |  | Ultimo turno | Ultimo turno      | Ultimo turno      | Ultimo turno | Ultimo turno |  |
|  |             |                   |                  |             |             |  |  |              |                   |                   |              |              |  |
|  | 4           | Cvetana Pironkova | 4                | 6           | 7           |  |  |              |                   |                   |              |              |  |
|  |             | Nicole Gibbs      | 6                | 2           | 5           |  |  | 4            | Cvetana Pironkova | Cvetana Pironkova | 6            | 6            |  |
|  |             | Sorana Cîrstea    | Sorana Cîrstea   | 4           | 4           |  |  | 9            | Ajla Tomljanović  | Ajla Tomljanović  | 3            | 1            |  |
|  | 9           | Ajla Tomljanović  | Ajla Tomljanović | 6           | 6           |  |  |              |                   |                   |              |              |  |

### Sezione 5
|  | Primo turno | Primo turno             | Primo turno             | Primo turno | Primo turno |  |  | Ultimo turno | Ultimo turno    | Ultimo turno    | Ultimo turno | Ultimo turno |  |
|  |             |                         |                         |             |             |  |  |              |                 |                 |              |              |  |
|  | 5           | Mona Barthel            | 6                       | 2           | 6           |  |  |              |                 |                 |              |              |  |
|  |             | Misaki Doi              | 4                       | 6           | 4           |  |  | 5            | Mona Barthel    | Mona Barthel    | 6            | 6            |  |
|  |             | Marina Eraković         | Marina Eraković         | 6           | 6           |  |  |              | Marina Eraković | Marina Eraković | 3            | 3            |  |
|  | 13          | María Teresa Torró Flor | María Teresa Torró Flor | 2           | 1           |  |  |              |                 |                 |              |              |  |

### Sezione 6
|  | Primo turno | Primo turno        | Primo turno      | Primo turno | Primo turno |  |  | Ultimo turno | Ultimo turno     | Ultimo turno     | Ultimo turno | Ultimo turno |  |
|  |             |                    |                  |             |             |  |  |              |                  |                  |              |              |  |
|  | 6           | Annika Beck        | Annika Beck      | 3           | 2           |  |  |              |                  |                  |              |              |  |
|  |             | Alla Kudrjavceva   | Alla Kudrjavceva | 6           | 6           |  |  |              | Alla Kudrjavceva | Alla Kudrjavceva | 2            | 1            |  |
|  | WC          | Xu Yifan           | 6                | 2           | 6           |  |  | WC           | Xu Yifan         | Xu Yifan         | 6            | 6            |  |
|  | 16          | Chanelle Scheepers | 4                | 6           | 2           |  |  |              |                  |                  |              |              |  |

### Sezione 7
|  | Primo turno | Primo turno      | Primo turno | Primo turno | Primo turno |  |  | Ultimo turno | Ultimo turno  | Ultimo turno  | Ultimo turno | Ultimo turno |  |
|  |             |                  |             |             |             |  |  |              |               |               |              |              |  |
|  | 7           | Mónica Puig      | 2           | 6           | 6           |  |  |              |               |               |              |              |  |
|  |             | Ol'ga Govorcova  | 6           | 2           | 2           |  |  | 7            | Mónica Puig   | Mónica Puig   | 3            | 1            |  |
|  |             | Julija Putinceva | 65          | 7           | 4           |  |  | 11           | Polona Hercog | Polona Hercog | 6            | 6            |  |
|  | 11          | Polona Hercog    | 7           | 5           | 6           |  |  |              |               |               |              |              |  |

### Sezione 8
|  | Primo turno | Primo turno           | Primo turno     | Primo turno | Primo turno |  |  | Ultimo turno | Ultimo turno          | Ultimo turno          | Ultimo turno | Ultimo turno |  |
|  |             |                       |                 |             |             |  |  |              |                       |                       |              |              |  |
|  | 8           | Stefanie Vögele       | Stefanie Vögele | 6           | 6           |  |  |              |                       |                       |              |              |  |
|  |             | Mandy Minella         | Mandy Minella   | 1           | 2           |  |  | 8            | Stefanie Vögele       | Stefanie Vögele       | 4            | 4            |  |
|  | PR          | Bethanie Mattek-Sands | 4               | 6           | 6           |  |  | PR           | Bethanie Mattek-Sands | Bethanie Mattek-Sands | 6            | 6            |  |
|  | 15          | Jarmila Gajdošová     | 6               | 3           | 1           |  |  |              |                       |                       |              |              |  |